# Oligodon forbesi
Espèce
Synonymes
- Simotes forbesi Boulenger, 1883

Statut de conservation UICN

 LC  : Préoccupation mineure
Oligodon forbesi est une espèce de serpent de la famille des Colubridae.

## Répartition
Cette espèce est endémique d'Indonésie. Elle se rencontre sur les îles Tanimbar, Damer et Babar.

## Description
Dans sa description Boulenger indique que le spécimen en sa possession mesure 30,5 cm dont 6 cm pour la queue.

## Étymologie
Son nom d'espèce, forbesi, lui a été donné en l'honneur de Henry Ogg Forbes.

## Publication originale
- Boulenger, 1883 : Report on a collection of reptiles and batrachians from the Timor Laut Islands, formed by Mr. H. O. Forbes. Proceedings of the Zoological Society of London, vol. 1883, p. 386-388 (texte intégral).